# Hans Einer

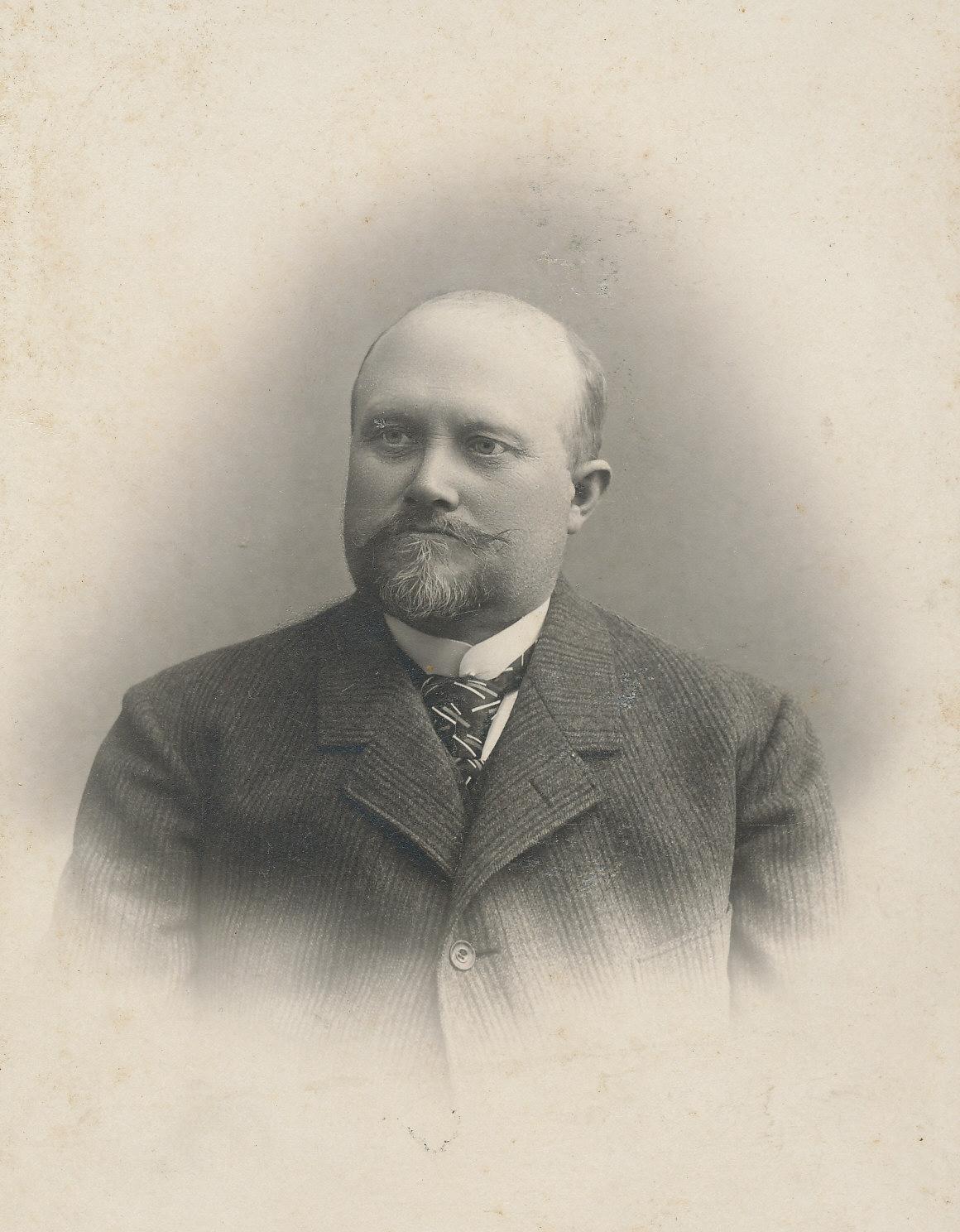
Hans Einer

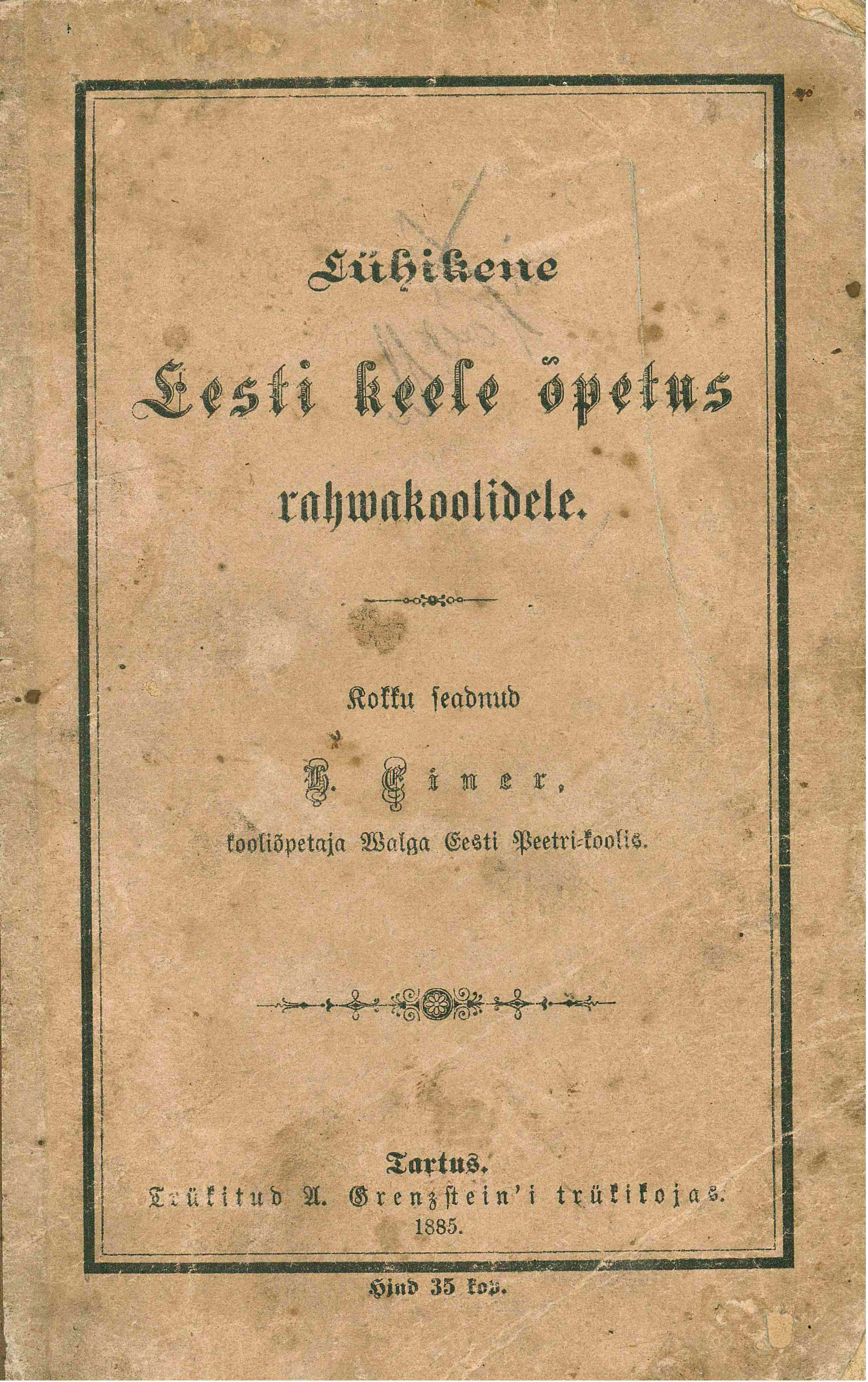
„Kurze Lehre der estnischen Sprache für Volksschulen“, 1885

Hans Einer (* 5. Junijul. / 17. Juni 1856greg. auf dem Bauernhof Kingu, Gemeinde Uniküla, Kirchspiel Sangaste, Gouvernement Livland; † 23. Februar 1927 in Valga, Estland) war ein estnischer Pädagoge, Autor von Schulbüchern und Kulturschaffender.

## Jugendzeit und Studium
Hans Einer wurde am 17. Juni 1856 im Kirchspiel Sangaste in der Gemeinde Uniküla im Bauernhof Kingu geboren. Sein Bildungsweg begann in der Gemeindeschule Uniküla und setzte sich fort in der Parochialschule Sangaste. Wegen des frühen Todes seiner Eltern konnte er nicht gleich weiterlernen, obwohl er die Schule ausgezeichnet abgeschlossen hatte. Dank der Unterstützung des Gutsbesitzers Balthasar von Campenhausen, der die Ausbildungskosten in Höhe von 120 Rubeln jährlich trug, konnte der junge Mann sein Studium in Valga im Seminar der Parochialschullehrer Valga Kihelkonnakooliõpetajate Seminar (bekannt als „Cimzes Seminar“ nach dem Namen des langjährigen Leiters Jānis Cimze) fortsetzen (1874–1878).

## Pädagogische Tätigkeit
Seine erste Arbeitsstelle erhielt er in der Parochialschule von Tori. Zwei Jahre später, 1880, wurde der 24-jährige Hans Einer zum Leiter der Peetri-Kirchenschule in der Stadt Walk (der ehemalige Stadtname der Zwillingsstädte Valga und Valka) ernannt. Diese war die erste estnische Schule in Valga. Bald wurde die Schule nach ihrem Leiter Einer-Schule genannt. Die Schule bestand 37 Jahre, bis sie im Oktober 1917 wegen der wirtschaftlichen Schwierigkeiten zeitweilig geschlossen wurde, doch wurde die Schule auch später nicht wieder eröffnet. In dieser Schule erhielten über 3000 junge Esten ihre Elementarbildung. Im Laufe der Jahre arbeitete Hans Einer als Lehrer in mehreren Schulen in Valga: in Cimzes Seminar, in der Stadtschule, im Progymnasium für Mädchen, in der Realschule sowie in der Grundschule.

## Literarische Tätigkeit
Neben der beruflichen Arbeit betätigte sich Hans Einer auch als Autor. Er wirkte als Korrespondent von Zeitungen und schrieb Lehrbücher für die Schulen. 1885 erschien sein wichtigstes Werk, die „Kurze Lehre der estnischen Sprache für Volksschulen“. Das Buch hatte zwei weitere Auflagen. Viel Erfolg hatten auch seine nächsten Werke: „Die Lehre der estnischen Sprache für Grundschulen“ sowie „Die Lehre der estnischen Sprache für Schulen“. Beide Bücher hatten sogar acht weitere Auflagen und waren in den Schulen während eines halben Jahrhunderts im Gebrauch. Somit waren Einers Verdienste bei der Entwicklung der estnischen Sprache und Grammatik äußerst bemerkenswert. Außerdem befasste er sich mit dem Übersetzen und sammelte Folklore.

## Teilnahme am kulturellen und sozialen Leben
Hans Einer wirkte aktiv mit am kulturellen und sozialen Leben von Valga.
- Unter seiner Leitung wurde im Jahre 1881 in Valga das erste estnischsprachige Schauspiel vorgetragen: Johann Kantsweys Dorftragödie Mihkel ja Liisa ehk: Vaata, mis rikkuse ahnus teha võib („Mihkel und Liisa. Oder: Was Habsucht anrichten kann“).
- In demselben Jahr hat er in der Stadt den ersten Sängerchor der Esten gegründet.
- Im Jahre 1891 wurde er zum Vorsitzenden des ersten estnischen Vereins in Valga gewählt, des Valgaer Estnischen Abstinenzvereins.
- Im Jahre 1902 wurde er zum ersten Vorsitzenden des soeben gegründeten „Säde“-Vereins gewählt.
- Im Jahre 1903 wurde er zu einem der drei Direktoren der „Säde“-Dahrlehnes- und Sparkasse gewählt (die zwei anderen waren Johannes Märtson und Tõnis Grünberg).
- Im Jahre 1907 wurde er zum Mitglied der Vertreterversammlung der Estnischen Literaturgesellschaft (Eesti Kirjanduse Selts) gewählt.
- Im Jahre 1917 war Hans Einer auf kurze Zeit Bürgermeister von Valga.
- Im Jahre 1925 wurde im Valgaer Landkreis das erste Sängerfest veranstaltet. Hans Einer hatte bei der organisatorischen Arbeit große Verdienste.

## Familie
Hans Einer war verheiratet mit Marie Koger, der Tochter des Gutsherrn Jaak Koger. Sie hatten insgesamt acht Kinder, von denen drei als Kinder und eines im Jugendalter verstarben.
Hans Einer verstarb am 23. Februar 1927 und wurde auf dem Friedhof Luke in der lettischen Stadt Valka begraben.